# François Leccia
François Leccia est un acteur français, né le 22 octobre 1948, à Paris 16e et mort le 12 juillet 2009 à Paris 13e.
Il a joué au théâtre, dans plusieurs films et séries télévisées. Également actif dans le doublage,, il a notamment doublé Harry Hamlin à de nombreuses reprises, Jean-Claude Van Damme lors de quatre films, John Travolta et Treat Williams deux fois chacun, mais aussi au cours de sa carrière il a eu l'occasion de doubler James Woods, Harrison Ford, Michael Keaton ou Val Kilmer,.

## Biographie
François Leccia a commencé sa carrière au Théâtre national populaire.
Au sein de séries télévisées d'animation, il a parfois été la voix principale du héros, comme Albator dans Albator 84, Johan dans Johan et Pirlouit, Judo Boy dans la série du même nom, Ayato dans San Ku Kaï et Super Durand.

## Théâtre
- 1960 : Les Cochons d'Inde d'Yves Jamiaque, mise en scène de l'auteur, Théâtre du Vieux-Colombier
- 1961 : Loin de Rueil de Maurice Jarre et Roger Pillaudin d'après Raymond Queneau, mise en scène Maurice Jarre et Jean Vilar, TNP Théâtre de Chaillot
- 1962 : La Reine morte d'Henry de Montherlant, mise en scène Pierre Dux, Comédie-Française
- 1963 : La Vie de Galilée de Bertolt Brecht, mise en scène Georges Wilson, Théâtre national populaire
- 1963 : Lumières de bohème de Ramón María del Valle-Inclán, mise en scène Georges Wilson, TNP Théâtre de Chaillot
- 1963 : L'Embroc d'Henry de Montherlant, mise en scène Henri Rollan, Théâtre des Mathurins
- 1972 : La Claque de et mise en scène André Roussin, Théâtre de la Michodière
- 1974 : Les Voraces ou Tragédie à l'Élysée de Frédéric Bon, Michel-Antoine Burnier et Bernard Kouchner, mise en scène Pierre Peyrou, Théâtre Présent[4]
- 1974 : La Nuit des pleins pouvoirs de Jacques Téphany, mise en scène Pierre Meyrand, Festival d'Avignon Off
- 1975 : Spectacle Cami de Pierre Henri Cami, mise en scène Jean-Paul Cisife, Le Petit Casino
- 1975 : L'Autre Valse de Françoise Dorin, mise en scène Michel Roux, Théâtre des Variétés
- 1976 : Les Carabiniers de Beniamino Joppolo, mise en scène Pierre Meyrand et Robert Sireygeol, Centre d'action culturelle de Chelles
- 1991 : C'est beau de Nathalie Sarraute, mise en scène Mychèle Leca, Théâtre dans l'île (Montpellier)

### Théâtre à la télévision
- 1980 : Au théâtre ce soir : La Claque d'André Roussin, mise en scène Georges Vitaly, réalisation Pierre Sabbagh, Théâtre Marigny

## Filmographie

### Cinéma
- 1964 : Les Amitiés particulières de Jean Delannoy : Lucien Rouvère
- 1965 : Dis-moi qui tuer d'Étienne Périer : Marc Pestel
- 1967 : Les Grandes Vacances de Jean Girault : Philippe Bosquier
- 1967 : Des garçons et des filles d'Étienne Périer : Guy
- 1969 : Une fille nommée Amour de Sergio Gobbi : Jean-Luc
- 1970 : L'Âne de Zigliara de Jean Canolle : Marc
- 1970 : Quatre Hommes aux poings nus de Robert Topart
- 1973 : Féminin-féminin d'Henri Calef : Georges
- 1973 : La Punition de Pierre-Alain Jolivet : le prêtre
- 1973 : L'Oiseau rare de Jean-Claude Brialy
- 1974 : Les Violons du bal de Michel Drach : le jeune passeur

### Télévision
- 1961 : Loin de Rueil de Claude Barma : Michou
- 1968 : Les Cinq Dernières Minutes : Riri (saison 1, épisode 45 : Les Enfants du faubourg de Claude Loursais)
- 1968 : Les Diables au village de Mick Micheyl et Eugène Moineau : Théodore
- 1970 : Les lettres de mon moulin de Pierre Badel
- 1974 : Un jeune homme seul de Jean Mailland : Poupinel
- 1976 : Le Cœur au ventre de Robert Mazoyer : Philippe Morand
- 1977 : Bonsoir chef : Pinson
- 1977 : Recherche dans l'intérêt des familles (L'énigme du quai de Grenelle) : Patrick
- 1978 : Le Temps des as : Binck
- 1981 : Julien Fontanes, magistrat (Le soulier d'or) de François Dupont-Midi : Loys Marquens
- 1981 : Salut champion (La perle du Brésil) de Pierre Lary : Julien
- 1981 : La randonnée de Georges Régnier : Santu
- 1982 : L'écarteur de Pierre Neurrisse : Simounet
- 1983 : Trois morts à zéro de Jacques Renard : Debatista
- 1983 : Par ordre du Roy de Michel Mitrani : Grandmaison
- 1984 : L'Homme de Suez de Christian-Jaque : Mathieu de Lesseps
- 1984 : Opération O.P.E.N. (Le grand chaos) de François Dupont-Midi : Léo Mazelet
- 1984 : Les Enquêtes du commissaire Maigret (Maigret à Vichy) d'Alain Levent : Romanel
- 1984 : L'île de la jeune fille bleue de Patrick Jamain
- 1984 : Rue Carnot : Serge

## Doublage

### Cinéma

#### Films
- Jean-Claude Van Damme dans :
  - Bloodsport (1988) : le capitaine Frank Dux
  - Cyborg (1989) : Gibson Rickenbacker
  - Universal Soldier (1992) : Luc Deveraux
  - Cavale sans issue (1993) : Sam Gillen

- James Woods dans :
  - La Fugue (1975) : Quentin
  - Contre toute attente (1984) : Jake Wise

- Nicholas Hammond dans :
  - L'Homme araignée (1977) : Spider-Man / Peter Parker
  - La Riposte de l'homme-araignée (1978) : Spider-Man / Peter Parker

- John Travolta dans :
  - La Fièvre du samedi soir (1977) : Tony Manero (1er doublage)
  - Les Experts (1989) : Travis

- Jan-Michael Vincent dans :
  - La Fureur du danger (1978) : Ski
  - Graffiti Party (1978) : Matt Johnson

- Charles Grodin dans :
  - Le ciel peut attendre (1978) : Tony Abbott
  - Comme au bon vieux temps (1980) : le procureur Ira J. Parks

- Andrew Stevens dans :
  - Furie (1978) : Robin Sandza
  - Chasse à mort (1981) : Alvin Adams

- Steven Bauer dans :
  - Scarface (1983) : Manolo « Manny » Ribera
  - Voleur de désirs (1984) : Scott Muller

- James Belushi dans :
  - La Petite Boutique des horreurs (1986) : Patrick Martin
  - La Course au jouet (1996) : le faux Père Noël

- Christopher McDonald dans :
  - Flubber (1997) : Wilson Croft
  - Petit Poucet l'espiègle (1997) : Ward Cleaver

- 1943[n 1] : L'Ombre d'un doute : oncle Charlie Oakley (Joseph Cotten) (2e doublage)
- 1946[n 2] : Jusqu'à la fin des temps : Cliff Harper (Guy Madison)
- 1969 : L'Ordinateur en folie : Dexter Riley (Kurt Russell)
- 1972 : Silent Running : Freeman Lowell (Bruce Dern)
- 1973 : La Balade sauvage : Kit Carruters (Martin Sheen)
- 1973 : Police Puissance 7 : le fils de Festa (Benny Marino)
- 1973 : La Chasse aux diplômes : Franklin Ford III (Graham Beckel)
- 1974 : Tremblement de terre : Carl Leeds (John Elerick)
- 1974 : Frissons d'outre-tombe : William Seaton (Ian Ogilvy[1])
- 1974 : Du sang dans la poussière : Les Richter (Ron Howard[1])
- 1974 : La Grande Casse : Colis Pace (Ronald Halicki)
- 1975 : Barry Lyndon : Seamus Feeney (Billy Boyle) et Mick, un frère de Nora (Patrick Dawson)
- 1975 : New York ne répond plus : Robert (Stephen McHattie)
- 1975 : Les Insectes de feu : Tom Tacker (Jesse Vint)
- 1976 : Buffalo Bill et les Indiens : le neveu de Buffalo Bill (Harvey Keitel)
- 1977 : Opération Thunderbolt : Shuki (Assi Dayan)
- 1977 : Les Requins du désert : [Qui ?] (Emilio Locurcio)
- 1978 : L'ouragan vient de Navarone : le lieutenant-colonel Mike Barnsby (Harrison Ford)
- 1978 : Grease : Putzie (Kelly Ward)
- 1978 : Un mariage : Wilson Briggs (Gavan O'Herlihy)
- 1978 : L'Empire de la passion : Nichinoya (Kenzo Kawarasaki)
- 1979 : Apocalypse Now : Lance Johnson (Sam Bottoms) (1er doublage)
- 1979 : 1941 : Wally Stephens (Bobby Di Cicco)
- 1979 : Phantasm : Jody Pearson (Bill Thornbury)
- 1979 : Cactus Jack : Handsome Stranger (Arnold Schwarzenegger)
- 1979 : American Graffiti, la suite : Andy Henderson (Will Seltzer)
- 1979 : Terreur sur la ligne : Stephen Lockart (Steven Anderson)
- 1979 : Brigade des anges : Sticks (Darby Hinton)
- 1979 : Le Vainqueur : Ricthie Rosenberg (Eugene Levy)
- 1980 : Comment se débarrasser de son patron : Richard « Dick » Bernly (Lawrence Pressman)
- 1980 : American Gigolo : Floyd Wicke (Robert Wightman (en))
- 1980 : Des gens comme les autres : Stillman (Adam Baldwin)
- 1980 : Captain Avenger (en) : Jerry Feldman (Andrew Masset)
- 1981 : Excalibur : le chevalier Perceval (Paul Geoffrey)
- 1981 : Vendredi 13 : Le Tueur du vendredi : Scott (Russell Todd)
- 1981 : Officier et Gentleman : Sid Worley (David Keith)
- 1981 : La Maîtresse du lieutenant français : Davide (Gérard Falconetti)
- 1981 : Hurlements : Eddie Quist (Robert Picardo)
- 1981 : La Vallée de la mort : Mike (Paul Le Mat)
- 1982 : Conan le Barbare : Subotaï (Gerry López)
- 1982 : Le Monde selon Garp : Michael Milton (Mark Soper)
- 1982 : La Féline : Bill Searle (Scott Paulin)
- 1982 : Les Croque-morts en folie : Bill Blazejowski (Michael Keaton)
- 1982 : Star Trek 2 : La Colère de Khan : l'élève-officier Peter Preston (Ike Eisenmann)
- 1982 : Creepshow : Harry Wentworth (Ted Danson) (segment 3 : Un truc pour se marrer)
- 1983 : Vigilante : Prago (Don Blakely)
- 1983 : Les Bourlingueurs : Barney (Ken Wahl)
- 1983 : L'Étoffe des héros : Gordon Cooper (Dennis Quaid)
- 1984 : Police Academy : le cadet Chad Copland (Scott Thomson)
- 1984 : Le Bounty : Edward Young (Phil Davis)
- 1984 : Les Saisons du cœur : Buddy Kelsey (Terry O'Quinn)
- 1986 : Police Academy 3 : le sergent Kyle Blanks (Brant von Hoffman)
- 1986 : Une baraque à tout casser : Walter Fielding Jr. (Tom Hanks) (1er doublage)
- 1986 : Stand by Me : Gordon Lachance adulte (Richard Dreyfuss)
- 1988 : Danger haute tension : Bill Rockland (Cliff De Young)
- 1988 : RoboCop : Casey Wong, le présentateur du journal télévisé (Mario Machado)
- 1988 : Héros : Al Capelli (Joe Guzaldo)
- 1989 : Communion : Whitley Strieber (Christopher Walken)
- 1990 : RoboCop 2 : Dr Schenk (John Doolittle)
- 1992 : Méli-mélo à Venise : Melvyn Orthon (Dudley Moore)
- 1992 : Hoffa : le comique (Bruno Kirby)
- 1994 : Un ange gardien pour Tess : Ralph (Don Yesso)
- 1995 : Heat : Chris Shiherlis (Val Kilmer)
- 1995 : Candyman 2 : Ethan Tarrant (William O'Leary)

#### Films d'animation
- 1973[n 3] : Le Monde merveilleux de Cendrillon[5] : le prince
- 1973[n 4] : Captif en Mer[6] : David Balfour
- 1978[n 5] : Prince Noir : Jerry Baker
- 1980[n 6] : Nucléa 3000[7] : Rick, l'ami de Ken, le serviteur du premier ministre de la Dynastie du Buffle et des soldats
- 1982[n 7] : Albator 84 : L'Atlantis de ma jeunesse : Albator
- 1984 : Le Conte des deux cités[8] : Sydney Carton
- 1987 : La Guerre des robots : Ultra Magnus
- 1996 : Sailor Moon : Les Fleurs maléfiques : Fioré

### Télévision

#### Téléfilms
- Harry Hamlin dans :
  - O.P. Center : Alerte rouge (1995) : Paul Hood
  - Le Plus Beau Cadeau de Noël (1998) : Tyler Madison
  - Morsures mortelles (1999) : Vic Rondelli
  - Alerte imminente (2000) : le président Bob Kempers
  - Au-delà de l'infidélité (2001) : Cameron Thomas
- Treat Williams dans :
  - Le Triomphe de l'amour (1993) : Robby Smith
  - Cœurs coupables (2002) : Stephen Carrow
- Tim Matheson dans :
  - Jeux de piste (1998) : inspecteur Norman Gannon
  - Dans les filets de l'amour (2000) : John Daly
- 1976 : L'Enfant bulle : Tod Lubitch (John Travolta)
- 1977 : Horizons en flammes : Frank (Erik Estrada)
- 1981 : La Chartreuse de Parme : Fabrice Del Dongo (Andrea Occhipinti)
- 1983 : Le Pourpre et le noir : le lieutenant Jack Manning (John Terry)
- 1987 : L'Homme qui brisa ses chaînes : Robert Eliot Burns / Eliot Roberts (Val Kilmer)
- 1991 : L'Enfer du vice : Charlie Lapidus (Philip Casnoff)
- 1992 : Crazy in Love : Nick Symonds (Bill Bullman)
- 1997 : Sur la corde raide : le capitaine Unander (Jay Acovone)
- 1997 : Mary Higgins Clark : Dors ma jolie : Nicholas Damiano Sepetti, Jr. (Frank Pellegrino (en))
- 1997 : La Seconde Guerre de Sécession (The Second Civil War) de Joe Dante : Vinnie Franko (Denis Leary)
- 1998 : Un mariage de convenance : Mason Whitney (James Brolin)
- 1998 : Le Mariage d'occasion : Tom Maguire (John Ritter)
- 1998 : Mary Higgins Clark : La Maison au clair de lune : Dr Neston Lane (Scott Hylands)
- 1998 : La Nouvelle Arche (en) (Noah) de Ken Kwapis : Norman Waters (Tony Danza)
- 1999 : S'il suffisait d'aimer : Dr Mark Chandler (Jack Coleman)
- 1999 : Choc mortel : Nick Baldwin (Antonio Sabàto, Jr.)
- 1999 : Au-delà de l'obsession : Bobby Woodkin (Richard Grieco)
- 1999 : Meurtre à Devil's Glen : Charlie (Michael Easton)
- 1999 : Le Commandant et l'Enfant : Dr Richard Rosenzweig (Michael Trischan)
- 1999 : Le Septième Papyrus : Nick Harper (Jeff Fahey)
- 2000 : Drôles d'espionnes ! : le Rabbin / Gary Sutton (Kevin Kilner)
- 2000 : Elian, une affaire d'état : Juan Miguel Gonzalez (Esai Morales)
- 2000 : Cœur de dragon 2 : Un nouveau départ : Lord Osric de Crossley (Harry Van Gorkum)

#### Séries télévisées
- Jack Coleman dans :
  - Dynastie (1982-1988) : Steven Carrington (148 épisodes)
  - La croisière s'amuse (1985) : Scott Barrett (saison 9, épisodes 4 et 5)
  - Dynastie 2 : Les Colby (1986) : Steven Carrington (saison 1, épisode 18)
  - Oh Baby (1998-2000) : Rick (11 épisodes)

- Harry Hamlin dans :
  - La Loi de Los Angeles (1987) : Michael Kuzak (1re voix)
  - Au-delà du réel : L'aventure continue (1999) : Ford Maddox (saison 4, épisode 18)
  - Movie Stars (2000) : Reese Hardin (21 épisodes)

- Michael Easton dans :
  - Two (1996-1997) : Gus McClain (22 épisodes)
  - Ally McBeal (1998) : Glenn (3 épisodes)
  - The Practice : Bobby Donnell et Associés (1999) : Glenn (saison 3, épisode 5)

- Cliff De Young dans :
  - X-Files : Aux frontières du réel : Dr Jay Nemman
  - Les Tommyknockers : Joe Paulson

- Philip Casnoff dans :
  - Nord et Sud (1985-1994) : Elkanah Bent
  - The Practice : Bobby Donnell et Associés (1999) : Danny Rogers (saison 3, épisode 14)

- Joe Regalbuto dans :
  - Tonnerre mécanique (1985) : Norman Tuttle, l'informaticien
  - Murphy Brown (1990-1998) : Francis « Frank » Fontana (2e voix)

- Bryan Cranston dans :
  - Supercopter (1986) : Robert Hollis (saison 3, épisode 17)
  - Arabesque (1996) : Parker Foreman (saison 12, épisode 17)

- 1971-1972[n 8] : Spectreman : voix additionnelles
- 1974 : Columbo : le cadet Morgan (Bruno Kirby) (saison 4, épisode 3 : Entre le crépuscule et l'aube)
- 1975[n 9] : Ante : voix additionnelles
- 1977-1981 : Huit, ça suffit ! : David Bradford (Grant Goodeve)
- 1977 : Sur la piste des Cheyennes : Morgan Beaudine (Kurt Russell) (15 épisodes - 1re voix)
- 1978 : La croisière s'amuse : Newton Weems (Billy Crystal)
- 1979 : San Ku Kaï : Ayato « le Fantôme » (Hiroyuki Sanada)
- 1979-1982 : Pour l'amour du risque : Stanley Friesen (Lee Wilkof) (voix principale, à l'exception d'un seul épisode)
- 1981-1982 : Dynastie : Steven Carrington (Al Corley[n 10])
- 1983 : Jack Holborn : Taploe (Franz Blauensteiner)
- 1983 : Flics à Hollywood : inspecteur Jack Rado (Jay Acovone)
- 1983-1985 : L'Agence tous risques : Jackson (Andrew Robinson) (saison 1, épisode 12 : Détournement) et Phillip Chadway (Ray Wise) (saison 4, épisode 4 : Un quartier tranquille)
- 1984 : Starsky et Hutch : Nick Hunter (Gregory Rozakis) (saison 3, épisode 6)
- 1986 : Supercopter : Jerry (Duncan Gamble) (saison 3, épisode 18)
- 1995 : Melrose Place : Jack Parezi (Antonio Sabàto, Jr.)
- 1995 : Les Sœurs Reed : Daniel Albright (Gregory Harrison)
- 1996-1998 : Viper : agent Thomas Cole (Jeff Kaake)
- 1997 : Power Rangers : Turbo : Rigog (Ed Neil)
- 1997-2002 : JAG : agent spécial Clayton Webb (1re voix, 32 épisodes)
- 1997-2000 : Le Caméléon : M. Lyle (James Denton)
- 1998 : Trois hommes sur le green : Andy (Mitch Rouse)
- 1998 : Friends : Peter Becker (Jon Favreau) (6 épisodes)
- 1998 : Power Rangers dans l'espace : Zordon (Robert L. Manahan)
- 1999-2007 : Les Sopranos : Silvio Dante (Steven Van Zandt)
- 2003 : New York, unité spéciale : Dr Richard Manning (John Ritter) (saison 3, épisode 11)

#### Séries d'animation
- 1969[n 8] : Judo Boy : Judo Boy
- 1976[n 3] : Mantalo : Bill
- 1977-1978[n 11] : Rémi sans famille : Jean le Corbeau et Bob
- 1977-1980[n 8] : Edgar, le détective cambrioleur : le fils de Marukine et le directeur de banque (épisode 19)
- 1978-1979[n 7] : Starzinger : Les Chevaliers de l'espace[9] : Georgo
- 1979-1980[n 12] : King Arthur : voix additionnelles (1er doublage)
- 1980 : Rody le petit Cid : Voix additionnelles
- 1980[n 11] : Tom Sawyer : Arthur O'Connor et Docteur Robinson
- 1982[n 7] : Johan et Pirlouit : Johan
- 1982[n 8] : L'Empire des Cinq : Mathieu
- 1982-1983[n 7] : Albator 84 : Albator et M. Zon (épisode 2 et 3)
- 1983[n 8] : Les Biskitts[10] : Wags
- 1983[n 13] : Super Durand : Super Durand
- 1983-1984 : Les Maîtres de l'Univers : Malek (épisode 69)
- 1984[n 13] : Turbolide : Alex
- 1984-1987 : Transformers : Spike (2e voix), Cyclonus, Red Alert, Sky Lynx, Wildrider et voix additionnelles
- 1986 : SOS Fantômes (Ghostbusters) : Eddie
- 1987-1988[n 14] : Une vie nouvelle : Jean-Yves le père de Maria
- 1987-1991[n 14] : Nicky Larson : divers personnages (épisodes 137 et 138)
- 1991 : Reporter Blues : Alain
- 1991-1995 : Ren et Stimpy : Wilbur Cobb et voix additionnelles
- 1992-1993 : Le Roi Arthur et les Chevaliers de Justice : Roi Arthur
- 1992-1997 : Sailor Moon : Tommy, Jedaïte, Kunzite, Robin, Saphir, Docteur Williams et Œil de tigre
- 1992-1999 : Batman : Matt Hagen / Gueule d'argile[n 15] (1re voix)
- 1996 : La Légende de Zorro : le lieutenant Gabriel
- 1996 : Princesse Shéhérazade : le père de Loukoum (épisode 14)
- 1996-1997[n 16] : Équipières de choc : Tanguy
- 1996-1997 : Ivanhoé chevalier du roi[11] : le chevalier Godefroy de Valenciennes et voix additionnelles
- 1998-1999 : Mad Jack le pirate : Mad Jack
- 1998-2002[n 17] : Bob le bricoleur : Bob le bricoleur (1re voix)
- 1998-2005 : Michat-Michien : Chien[n 18]
- 2000[n 19] : Les Chevaliers de l'outre-monde[12] : voix additionnelles

### Jeu vidéo
- 2002 : Bob le Bricoleur : Réparer c'est gagné ! : Bob le bricoleur